# 3 فبراير
- السبت
- الأحد
- الاثنين
- الثلاثاء
- الأربعاء
- الخميس
- الجمعة

- 12 شعبان 1446  هـ
- 23 شعبان 1446  هـ
- 34 شعبان 1446  هـ
- 45 شعبان 1446  هـ
- 56 شعبان 1446  هـ
- 67 شعبان 1446  هـ
- 78 شعبان 1446  هـ
- 89 شعبان 1446  هـ
- 910 شعبان 1446  هـ
- 1011 شعبان 1446  هـ
- 1112 شعبان 1446  هـ
- 1213 شعبان 1446  هـ
- 1314 شعبان 1446  هـ
- 1415 شعبان 1446  هـ
- 1516 شعبان 1446  هـ
- 1617 شعبان 1446  هـ
- 1718 شعبان 1446  هـ
- 1819 شعبان 1446  هـ
- 1920 شعبان 1446  هـ
- 2021 شعبان 1446  هـ
- 2122 شعبان 1446  هـ
- 2223 شعبان 1446  هـ
- 2324 شعبان 1446  هـ
- 2425 شعبان 1446  هـ
- 2526 شعبان 1446  هـ
- 2627 شعبان 1446  هـ
- 2728 شعبان 1446  هـ
- 2829 شعبان 1446  هـ

3 فبراير أو 3 شُباط أو يوم 3\2 (اليوم الثالث من الشهر الثاني) هو اليوم الرابع والثلاثون (34) من السنة وفقًا للتقويم الميلادي الغربي (الغريغوري). يبقى بعده 331 يومًا لانتهاء السنة، أو 332 يومًا في السنوات الكبيسة.

## أحداث
- 1488 - المستكشف البرتغالي بارثولوميو دياز يهبط في خليج موسل بجنوب أفريقيا بعد الالتفاف حول رأس الرجاء الصالح، وبذلك يكون أول أوروبي يصل إلى أقصى الكرة الأرضية جنوبًا.
- 1740 - ملك صقلية يدعو اليهود للعودة إلى بلده التي أخرجوا منها عام 1493.
- 1815 - تأسيس أول مصنع تجاري لإنتاج الجبن في سويسرا.
- 1783 - إسبانيا تعترف بالولايات المتحدة الأمريكية.
- 1867 - الأمير موتسوهيتو يتولى حكم اليابان ويتخذ اسم الإمبراطور ميجي.
- 1903 - البريطانيون يستولون على مدينة كانو حاضرة شمال نيجيريا، وكان وقتها معظم جنوب نيجيريا قد خضع للحماية البريطانية وذلك منذ عام 1900.
- 1917 - الولايات المتحدة تقطع علاقاتها مع ألمانيا غداة إعلان الأخيرة عن سياسة «حرب الغواصات» غير المحدودة وذلك أثناء الحرب العالمية الأولى.
- 1945 - بداية معركة مانيلا لاسترجاع العاصمة الفلبينية وذلك بين اليابان والولايات المتحدة بتحالف مع الفلبينيين.
- 1947 - انطلاق إذاعة دمشق السورية الرسمية، وهي ثاني إذاعة تأسست في العالم العربي.
- 1950 - الشرطة البريطانية تلقي القبض على العالم النووي كلاوس فوكس بتهمة التجسس على البرنامج النووي البريطاني والأمريكي لصالح الاتحاد السوفيتي.
- 1962 - الرئيس الأمريكي جون كينيدي يقرر حظر جميع أنواع المبادلات التجارية مع كوبا باستثناء المواد الغذائية والأدوية.
- 1969 - ياسر عرفات يتولى رئاسة منظمة التحرير الفلسطينية وذلك باجتماع المجلس الوطني الفلسطيني المنعقد في القاهرة.
- 2012 - الجيش السوري يجتاح حي الخالدية والأحياء المحيطة به في حمص.
- 2015 - الإعلان عن إعدام الطيار الأردني معاذ الكساسبة حرقاً على يد تنظيم داعش قبل شهر من تاريخه، والحُكومة الأُردُنيَّة ترُد بإعدام ساجدة الريشاوي وزياد الكربولي.
- 2019 - الإعلان عن فوز السياسي السلفادوري فلسطيني الأصل نجيب أبو كيلة بِرئاسة السلفادور بعد أن حصد ما نسبته 53% من الأصوات.
- 2020 - المحكمة الدستورية المالاوية تلغي نتائج الانتخابات العامة لعام 2019 التي فاز بها الرئيس بيتر موثاريكا، وتأمر بإجراء انتخابات جديدة.

## مواليد
- 1809 - فيلكس مندلسون، موسيقي ألماني.
- 1830 - روبرت سيسل، رئيس وزراء بريطاني.
- 1885 - كميل أرامبورغ، إحاثي فرنسي.
- 1887 - غيورغ تراكل، شاعر نمساوي.
- 1888 - عبد الحميد أبو هيف، حقوقي مصري.
- 1942 - عادل أبو ربيعة، عسكري لبناني.
- 1948 - كارلوس فيليب اكسيمنس بيلو، رجل دين من تيمور الشرقية حاصل على جائزة نوبل للسلام عام 1996.
- 1965 - مورا تيرني، ممثلة أمريكية.
- 1967 - حنان اللولو، ممثلة سورية.
- 1968 - مروان خوري، ملحن وشاعر ومغني لبناني.
- 1972 -
  - صلاح البحر، مغني عراقي.
  - مارت بووم، لاعب كرة قدم إستوني.
- 1973 - مشعل الشايع، ممثل وإعلامي كويتي.
- 1974 - شهاب حسيني، ممثل إيراني.
- 1976 - آيسلا فيشر، ممثلة أسترالية
- 1977 - دادي يانكي، مغني بورتوريكي.
- 1983 - يونس محمود، لاعب كرة قدم عراقي
- 1984 - سعد الحارثي، لاعب كرة قدم سعودي.
- 1987 - يوسف العربي، لاعب كرة قدم مغربي.

## وفيات
- 1116 - كولومان، ملك مجري.
- 1451 - مراد الثاني، سلطان عثماني.
- 1901 - فوكوزاوا يوكيتشي، كاتب ياباني.
- 1924 - وودرو ويلسون، رئيس الولايات المتحدة الثامن والعشرون حاصل على جائزة نوبل للسلام عام 1919.
- 1938 - عبد العزيز الرشيد، مؤرخ وأديب وصحفي كويتي.
- 1959 - عمر راسم، رسام وخطاط وصحفي جزائري.
- 1975 - أم كلثوم، مغنية مصرية.
- 1977 - سعد بن سعود بن عبد العزيز آل سعود، أمير سعودي.
- 1989 - جون كاسافيتز، ممثل أمريكي.
- 2005 - زوراب جفانيا، رئيس وزراء جورجيا.
- 2015 - إسماعيل عامود، شاعر سوري.
- 2021 - علي أنصاريان، لاعب كرة قدم ايراني.
- 2022 -
  - عايدة عبد العزيز، ممثلة مصرية.
  - أبو إبراهيم الهاشمي القرشي، الخليفة الثاني لتنظيم الدولة الإسلامية (داعش).
- 2024 - عبد الله السعداوي، ممثل ومخرج بحريني.

## أعياد ومناسبات
- مهرجان سيتسوبون قبل الربيع في اليابان.
- يوم الأبطال في موزمبيق.

## وصلات خارجية
- وكالة الأنباء القطريَّة: حدث في مثل هذا اليوم.
- النيويورك تايمز: حدث في مثل هذا اليوم.
- BBC: حدث في مثل هذا اليوم.